# 대한요법카이로프랙틱협회
대한요법카이로프랙틱협회(KTCA, Korea Therapy Chiropractic Association)는 1987년 김태영박사에 의해 설립된 비영리단체로서 누구나 안전하고 쉽게 배울 수 있는 홈 카이로프랙틱프로그램을 보급하고 카이로프랙틱 학문발전을 위해 설립되었다.  

## 대한요법카이로프랙틱협회
대한요법카이로프랙틱협회(KTCA, Korea Therapy Chiropractic Association)는 1985년 한국카이로프랙틱연구원으로 시작된 카이로프랙틱 전문교육 및 자격 검정기관으로서 미국식 정통 카이로프랙틱을 비롯한 각국의 특징적 카이로프랙틱 기술을 많은 임상연구를 통해 한국인 체형에 적합하도록 이론과 실기테크닉을 개발하여 누구나 쉽게 배우고 익힐 수 있도록 보급하고 이를 통하여 홈 카이로프랙틱의 올바른 인식과 저변화를 위해 활동한다.

## 협회 소개
국민들의 건강한 척추건강증진 활동 및 각종 스포츠경기에 참가하는 대표선수들의 척추건강관리를 위한 스포츠 카이로프랙틱 공식 지원단체로 활동하고 또한 스포츠마사지 전문기관인 한국스포츠마사지자격협회 보관됨 2018-12-28 - 웨이백 머신와 선수의무트레이너 전문 양성기관인 대한스포츠상해예방운동협회 보관됨 2021-08-20 - 웨이백 머신와 협력을 통해 국가체육 발전에 기여하는 공익단체로서 협회 공식 홈페이지 보관됨 2021-08-28 - 웨이백 머신에서 각종 카이로프랙틱과 관련한 다양한 정보를 제공하고 있다.
대한요법카이로프랙틱협회는 올림픽과 아시아경기 및 각종 세계선수권대회에 참가하는 선수들의 척추건강관리를 위한 프로그램을 관련협회와 협력을 통해 기술을 지원하고 이를 통하여 스포츠발전에도 기여하고 있다. 
대한요법카이로프랙틱협회는 대한민국의 카이로프랙틱 법제화를 위해 국회 입법 추진을 위한 공익사업에 참여하고 있으며, 양,한방 전문의들과 보완대체의학 전문가들로 구성된 임원진과 정규교육을 이수하고 소정의 KTCA 자격을 취득한 카이로프랙틱 유자격 회원들을 중심으로 한국 카이로프랙틱 발전을 위해 대내외적으로 활동하고 있다. 
대한요법카이로프랙틱협회는 카이로프랙틱과 전신 근골격계 및 근육밸런스 정상유지를 위한 테이핑요법, 각종 다양한 치료적마사지, 근골격계를 중심으로 한 운동요법을 포함한 한국인과 아시아인들 체형에 가장 효과적인 카이로프랙틱과 보완요법 테크닉의 저변화를 위해 1985년 제1기 카이로프랙틱과 보완요법 연수를 시작으로 2021년 제118기 연수에 이르기까지 한국 카이로프랙틱 저변화와 카이로프랙틱 학문발전을 위해 활동하고 있다.

## 주요 공익 사업
- 카이로프랙틱 저변화를 위한 카이로프랙틱 연수 개최
- 카이로프랙틱 학문발전을 위한 세미나 개최
- 카이로프랙틱 학문발전을 위한 국내외 관련기관과 교류사업
- 카이로프랙틱 입법화를 위한 사업
- 카이로프랙틱과 보완요법을 통한 국민건강 증진사업
- 각종 스포츠대회 스포츠카이로프랙틱 프로그램 지원사업
- 카이로프랙틱 저서 및 교재, 간행물 발간사업

## 주요 연혁
| 연도   | 내용                                                                            |
| ------ | ------------------------------------------------------------------------------- |
| 1985년 | - 한국카이로프랙틱연구원 창립                                                   |
| 1987년 | - KTCA 대한요법카이로프랙틱협회 창립                                            |
| 1990년 | - 일본요법카이로프랙틱연맹 학술교류 등 MOU 체결                                 |
| 1993년 | - 협회공식 홈페이지 개설 보관됨 2019-12-27 - 웨이백 머신                        |
| 1997년 | - 일본카이로프랙틱연합단체 MPO 협력 MOU 체결                                    |
| 2000년 | - 협회공식 자격조회 시스템도입 전 세계 인터넷 자격조회 서비스 제공              |
| 2003년 | - 서울국제마라톤대회 카이로프랙틱 지원활동                                      |
| 2004년 | - 부산시장배 전국공수도선수권 및 국가대표선발전 공식 카이로프랙틱 지원단체 지정 |
| 2007년 | - FIFA 세계청소년월드컵축구대회 카이로프랙틱 지원활동                           |
| 2009년 | - 전국공수도선수권대회 카이로프랙틱 지원활동                                    |
| 2010년 | - 충주세계무술축제 카이로프랙틱 지원단체 지정                                   |
| 2012년 | - 중앙서울마라톤대회 카이로프랙틱 지원활동                                      |
| 2014년 | - 중앙국제마라톤대회 카이로프랙틱 지원단체 지정                                 |
| 2016년 | - 중앙국제마라톤대회 카이로프랙틱 지원활동                                      |
| 2017년 | - FIFA U-20월드컵 카이로프랙틱 지원활동                                         |
| 2018년 | - 평창올림픽 카이로프랙틱 지원활동                                              |
| 2019년 | - 강원 옥스팜트레일워커 카이로프랙틱 지정                                       |
| 2020년 | - 경기도 연천보건의료원 카이로프랙틱 지원 등 NOU체결                            |

## 주요 상훈
- 충주시장 단체감사장
- 재단법인 옥스팜 단체감사장
- 동아일보사 단체감사장
- 중앙일보사 단체감사장
- 대한공수도연맹 단체감사장